# Makinal
Makinal es el nombre del disco del grupo Ktulu lanzado en 2012. Fue grabado en los estudios M-20 de Madrid.

## Formación
- David Roig: Guitarra
- Blai: Batería
- Jess: Guitarra
- Frank: Bajo
- Willy: Voz

## Canciones
1. "Sadismo" 05:51
2. "Kontra Adicción" 03:24
3. "Jamás Imaginó" 06:02
4. "1000 Reflejos De Una Presencia" 04:29
5. "Huella En La Rocka" 04:27
6. "Linkoesclavizados" 04:15
7. "Vamos" 03:06
8. "Indivisible" 04:33
9. "A Través" 03:59
10. "Fuego Al Pasado" 04:42
11. "Efervescencia" 04:16
12. "El Eje Del Monstruo" 04:01
13. "Denigrados Colaterales" 03:57
14. "Sangre De Tu Sangre" 04:39
15. "Ilegal Representación" 05:10
16. "Deimos" (instrumental) 01:54
17. "Makinal (Organismo Eléctrico)" 05:11

- Duración total: 01:13:56